# Liga de Naciones Femenina Conmebol 2025-26
La Liga de Naciones Femenina Conmebol 2025-26, es el torneo que determinará las selecciones nacionales que asistirán por parte de la Confederación Sudamericana de Fútbol a la Copa Mundial Femenina de Fútbol de 2027 que se celebrará en Brasil. Como anfitrión, Brasil no pasará por la clasificación, por lo que en esta edición participarán las nueve selecciones restantes. Habrá 2 cupos directos al mundial y 2 para disputar el torneo de repechajes.
El torneo fue conocido en un principio como las Clasificatorias Sudamericanas femeninas, hasta el anuncio de la creación de la Liga de Naciones Femenina Conmebol el 18 de julio de 2025.

## Equipos participantes
Las selecciones de CONMEBOL Argentina, Bolivia, Chile, Colombia, Ecuador, Paraguay, Perú, Uruguay y Venezuela formarán parte del proceso eliminatorio. Debido a que se encuentra clasificada como anfitriona de la Copa Mundial Femenina, la selección de Brasil no tomará parte de esta Liga de Naciones Femenina Conmebol.
| Selección | Entrenador       | Ciudad localía | Estadio localía           |
| --------- | ---------------- | -------------- | ------------------------- |
| Argentina | Germán Portanova | -              | -                         |
| Bolivia   | Rosana Gómez     | -              | -                         |
| Chile     | Luis Mena        | -              | -                         |
| Colombia  | Ángelo Marsiglia | Medellín       | Estadio Atanasio Girardot |
| Ecuador   | Eduardo Moscoso  | Quito          | Estadio Banco Guayaquil   |
| Paraguay  | Fábio Fukumoto   | Asunción       | -                         |
| Perú      | Bandera de ?     | -              | -                         |
| Uruguay   | Ariel Longo      | Montevideo     | -                         |
| Venezuela | Ricardo Belli    | -              | -                         |

## Sorteo
El sorteo se llevó a cabo el 31 de julio de 2025 a las 14:00 (UTC-3), en la sede de la Conmebol, ubicada en la ciudad de Luque, Paraguay.
| Equipo                                                                                     |
| ------------------------------------------------------------------------------------------ |
| - Argentina - Bolivia - Chile - Colombia - Ecuador - Paraguay - Perú - Uruguay - Venezuela |

| Posiciones                                   |
| -------------------------------------------- |
| - E1 - E2 - E3 - E4 - E5 - E6 - E7 - E8 - E9 |

## Calendario
| Partidos  | Partidos              | Partidos                                  | Partidos                |
| Jornada   | Periodo internacional | Duración                                  | Fecha                   |
| --------- | --------------------- | ----------------------------------------- | ----------------------- |
| Jornada 1 | Tipo I                | 20 al 28 de octubre de 2025               | 24 de octubre de 2025   |
| Jornada 2 | Tipo I                | 20 al 28 de octubre de 2025               | 28 de octubre de 2025   |
| Jornada 3 | Tipo I                | 24 de noviembre al 2 de diciembre de 2025 | 28 de noviembre de 2025 |
| Jornada 4 | Tipo I                | 24 de noviembre al 2 de diciembre de 2025 | 2 de diciembre de 2025  |
| Jornada 5 | Tipo II               | 7 al 18 de abril de 2026                  | 10 de abril de 2026     |
| Jornada 6 | Tipo II               | 7 al 18 de abril de 2026                  | 14 de abril de 2026     |
| Jornada 7 | Tipo II               | 7 al 18 de abril de 2026                  | 18 de abril de 2026     |
| Jornada 8 | Tipo I                | 1 al 9 de junio de 2026                   | 5 de junio de 2026      |
| Jornada 9 | Tipo I                | 1 al 9 de junio de 2026                   | 9 de junio de 2026      |

## Tabla de posiciones
| Pos. | Selección | Pts. | PJ | PG | PE | PP | GF | GC | Dif. |
| ---- | --------- | ---- | -- | -- | -- | -- | -- | -- | ---- |
| 1.   | Argentina | 0    | 0  | 0  | 0  | 0  | 0  | 0  | 0    |
| 2.   | Bolivia   | 0    | 0  | 0  | 0  | 0  | 0  | 0  | 0    |
| 3.   | Chile     | 0    | 0  | 0  | 0  | 0  | 0  | 0  | 0    |
| 4.   | Colombia  | 0    | 0  | 0  | 0  | 0  | 0  | 0  | 0    |
| 5.   | Ecuador   | 0    | 0  | 0  | 0  | 0  | 0  | 0  | 0    |
| 6.   | Paraguay  | 0    | 0  | 0  | 0  | 0  | 0  | 0  | 0    |
| 7.   | Perú      | 0    | 0  | 0  | 0  | 0  | 0  | 0  | 0    |
| 8.   | Uruguay   | 0    | 0  | 0  | 0  | 0  | 0  | 0  | 0    |
| 9.   | Venezuela | 0    | 0  | 0  | 0  | 0  | 0  | 0  | 0    |

|  | Clasificación directa a la Copa Mundial Femenina de Fútbol de 2027. |
|  | Clasificación al Torneo de Repesca Intercontinental.                |

## Partidos

### Ronda única
| Fecha                   | Lugar    |           |                      | Resultado |                      |           |
| ----------------------- | -------- | --------- | -------------------- | --------- | -------------------- | --------- |
| 24 de octubre de 2025   | Medellín | Colombia  | Bandera de Colombia  | :         | Bandera de Perú      | Perú      |
| 24 de octubre de 2025   |          | Bolivia   | Bandera de Bolivia   | :         | Bandera de Ecuador   | Ecuador   |
| 24 de octubre de 2025   |          | Venezuela | Bandera de Venezuela | :         | Bandera de Chile     | Chile     |
| 24 de octubre de 2025   |          | Argentina | Bandera de Argentina | :         | Bandera de Paraguay  | Paraguay  |
| 28 de octubre de 2025   |          | Paraguay  | Bandera de Paraguay  | :         | Bandera de Venezuela | Venezuela |
| 28 de octubre de 2025   |          | Chile     | Bandera de Chile     | :         | Bandera de Bolivia   | Bolivia   |
| 28 de octubre de 2025   |          | Uruguay   | Bandera de Uruguay   | :         | Bandera de Argentina | Argentina |
| 28 de octubre de 2025   | Quito    | Ecuador   | Bandera de Ecuador   | :         | Bandera de Colombia  | Colombia  |
| 28 de noviembre de 2025 |          | Perú      | Bandera de Perú      | :         | Bandera de Chile     | Chile     |
| 28 de noviembre de 2025 |          | Paraguay  | Bandera de Paraguay  | :         | Bandera de Uruguay   | Uruguay   |
| 28 de noviembre de 2025 |          | Bolivia   | Bandera de Bolivia   | :         | Bandera de Colombia  | Colombia  |
| 28 de noviembre de 2025 | Quito    | Ecuador   | Bandera de Ecuador   | :         | Bandera de Venezuela | Venezuela |
| 2 de diciembre de 2025  |          | Venezuela | Bandera de Venezuela | :         | Bandera de Perú      | Perú      |
| 2 de diciembre de 2025  |          | Argentina | Bandera de Argentina | :         | Bandera de Bolivia   | Bolivia   |
| 2 de diciembre de 2025  |          | Chile     | Bandera de Chile     | :         | Bandera de Paraguay  | Paraguay  |
| 2 de diciembre de 2025  |          | Uruguay   | Bandera de Uruguay   | :         | Bandera de Ecuador   | Ecuador   |
| 10 de abril de 2026     |          | Perú      | Bandera de Perú      | :         | Bandera de Uruguay   | Uruguay   |
| 10 de abril de 2026     |          | Paraguay  | Bandera de Paraguay  | :         | Bandera de Ecuador   | Ecuador   |
| 10 de abril de 2026     |          | Colombia  | Bandera de Colombia  | :         | Bandera de Venezuela | Venezuela |
| 10 de abril de 2026     |          | Chile     | Bandera de Chile     | :         | Bandera de Argentina | Argentina |
| 14 de abril de 2026     |          | Perú      | Bandera de Perú      | :         | Bandera de Paraguay  | Paraguay  |
| 14 de abril de 2026     |          | Bolivia   | Bandera de Bolivia   | :         | Bandera de Uruguay   | Uruguay   |
| 14 de abril de 2026     |          | Venezuela | Bandera de Venezuela | :         | Bandera de Argentina | Argentina |
| 14 de abril de 2026     |          | Colombia  | Bandera de Colombia  | :         | Bandera de Chile     | Chile     |
| 18 de abril de 2026     |          | Venezuela | Bandera de Venezuela | :         | Bandera de Bolivia   | Bolivia   |
| 18 de abril de 2026     |          | Argentina | Bandera de Argentina | :         | Bandera de Colombia  | Colombia  |
| 18 de abril de 2026     |          | Uruguay   | Bandera de Uruguay   | :         | Bandera de Chile     | Chile     |
| 18 de abril de 2026     | Quito    | Ecuador   | Bandera de Ecuador   | :         | Bandera de Perú      | Perú      |
| 5 de junio de 2026      |          | Bolivia   | Bandera de Bolivia   | :         | Bandera de Paraguay  | Paraguay  |
| 5 de junio de 2026      |          | Argentina | Bandera de Argentina | :         | Bandera de Perú      | Perú      |
| 5 de junio de 2026      |          | Colombia  | Bandera de Colombia  | :         | Bandera de Uruguay   | Uruguay   |
| 5 de junio de 2026      |          | Chile     | Bandera de Chile     | :         | Bandera de Ecuador   | Ecuador   |
| 9 de junio de 2026      |          | Perú      | Bandera de Perú      | :         | Bandera de Bolivia   | Bolivia   |
| 9 de junio de 2026      |          | Paraguay  | Bandera de Paraguay  | :         | Bandera de Colombia  | Colombia  |
| 9 de junio de 2026      |          | Uruguay   | Bandera de Uruguay   | :         | Bandera de Venezuela | Venezuela |
| 9 de junio de 2026      | Quito    | Ecuador   | Bandera de Ecuador   | :         | Bandera de Argentina | Argentina |